# Force aérienne du Monténégro
La Force aérienne du Monténégro (monténégrin: Vazduhoplovstvo i protivvazdušna odbrana - V i PVO) est la composante aérienne des Forces armées monténégrines.

## Histoire
Lorsque le Monténégro a déclaré son indépendance de la Serbie-et-Monténégro, en 2006, elle récupérera plusieurs dizaines d'aéronefs.
11 Super Galebs G-4 (4 opérationnels), 4 Lola Utva 75, 11 Gazelle et 1 Mil Mi-8 sont vers 2010 situés sur la base aérienne Golubovci accolé à l'aéroport de Podgorica, la seule du pays, mais leur coût d'entretien fut trop élevé pour ce nouvel état qui se contente depuis 2012 pour ses forces armées d'hélicoptères légers regroupés dans un escadron.
Le 30 janvier 2018, un contrat signé pour l'achat de 3 Bell 412 pour 30 millions d'euros est l'acquisition d'équipement la plus importante par les forces armées du Monténégro depuis le rétablissement de l'indépendance en 2006. Un hélicoptère d'occasion construit en 2002 utilisé auparavant par le New York City Police Department est livré le 13 avril 2020 et deux neufs le 10 septembre 2020 depuis le centre de Bell à Prague.
En juin 2020, on annonce un accord pour l'achat de deux Bell 505 Jet Ranger X destinés à l'entrainement. Bell assure la formation de trois pilotes en France et de huit techniciens à sa Bell Training Academy de Fort Worth, au Texas. Les Bell 505 sont livrés le 15 septembre 2020 et le 12 février 2021.

## Aéronefs

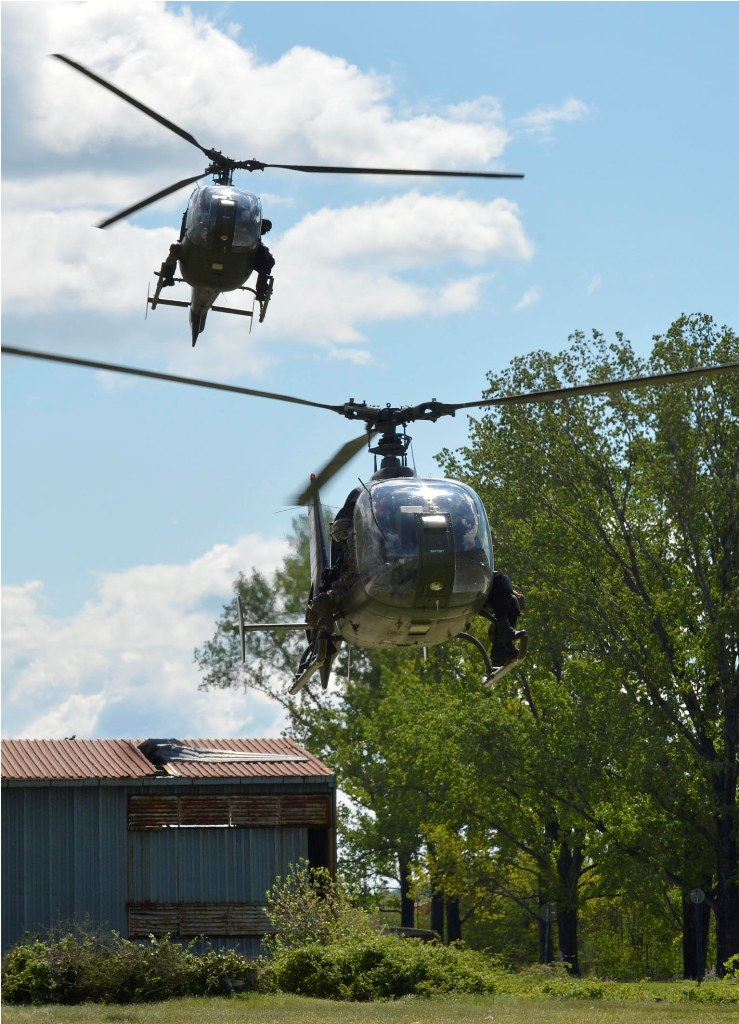
Soko Partizan

Les appareils en service en 2020 sont les suivants :
| Soko Partizan         | France     | Hélicoptère de reconnaissance et de combat | 4 ou 6 | Aérospatiale Gazelle 341M et 42P fabriqué sous licence par SOKO. Devraient être remplacés dans les années 2020. |
| Bell 412              | États-Unis | Hélicoptère utilitaire                     | 3      | Livré en 2018, deux Bell 412EPI neufs et un Bell 412EP d'occasion. Sert entre autres aux évacuation médicales.  |
| Bell 505 Jet Ranger X | États-Unis | Hélicoptère d’entrainement                 | 2      | 2 commandés le 5 juin 2020. Livraisons les 15 septembre 2020 et le 12 février 2021.                             |

### Retiré
| Aéronefs             | Origine          | Type                   | Versions        | En service      | Notes                     |                 |
| Avion de combat      | Avion de combat  | Avion de combat        | Avion de combat | Avion de combat | Avion de combat           | Avion de combat |
| -------------------- | ---------------- | ---------------------- | --------------- | --------------- | ------------------------- | --------------- |
| Soko G-4             | Yougoslavie      | attaque / entrainement |                 | 15              | placé en stockage en 2012 |                 |
| Avion d'entrainement |                  |                        |                 |                 |                           |                 |
| Utva 75              | Yougoslavie      | entrainement           |                 | 4               | retiré du service en 2012 |                 |
| Hélicoptères         |                  |                        |                 |                 |                           |                 |
| Mil Mi-8             | Union soviétique | transport/utilitaire   | Mi-8T           | 4               | retiré du service en 2012 |                 |

## Galerie de photos

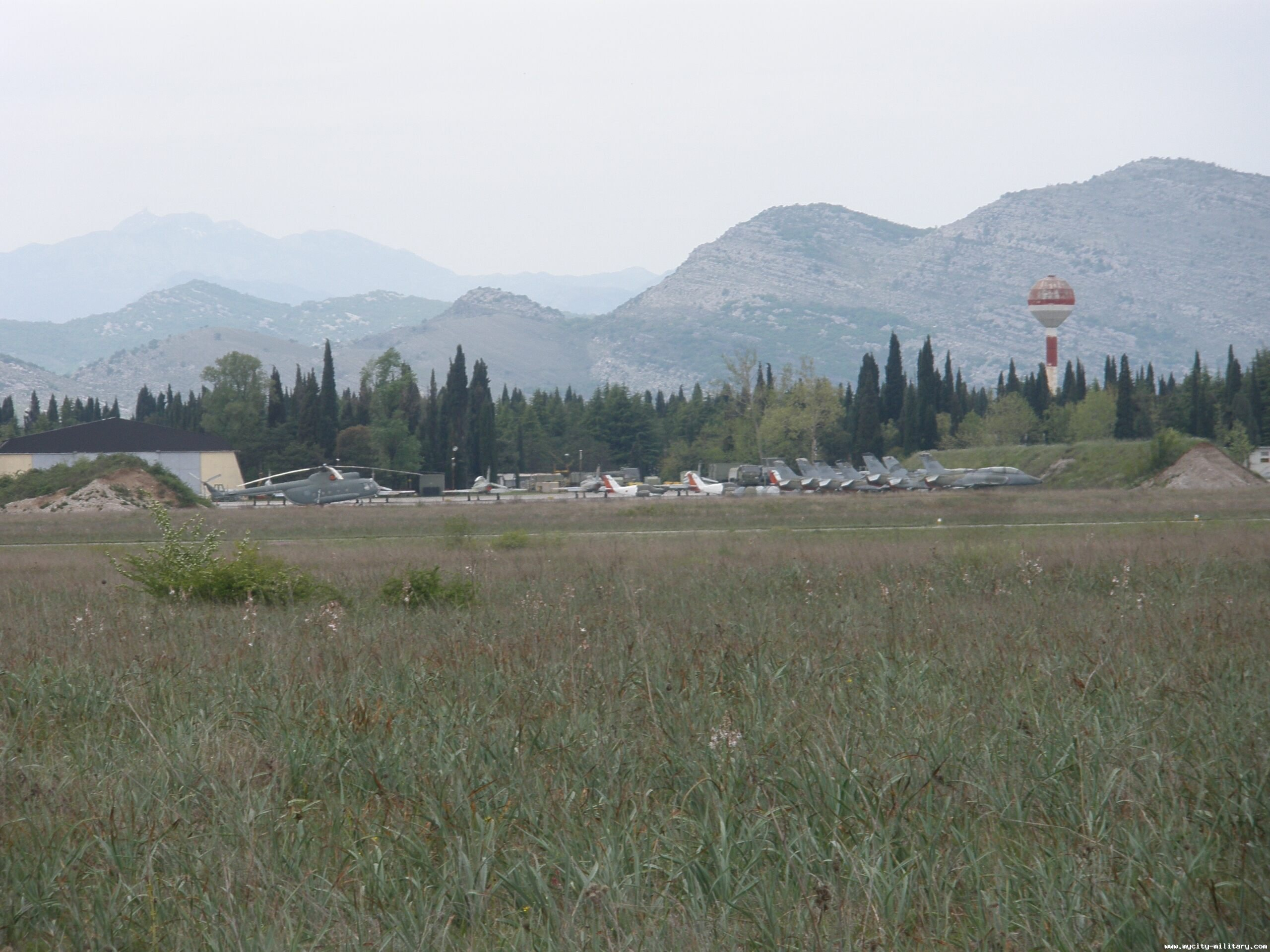
La base aérienne de Golubovci.
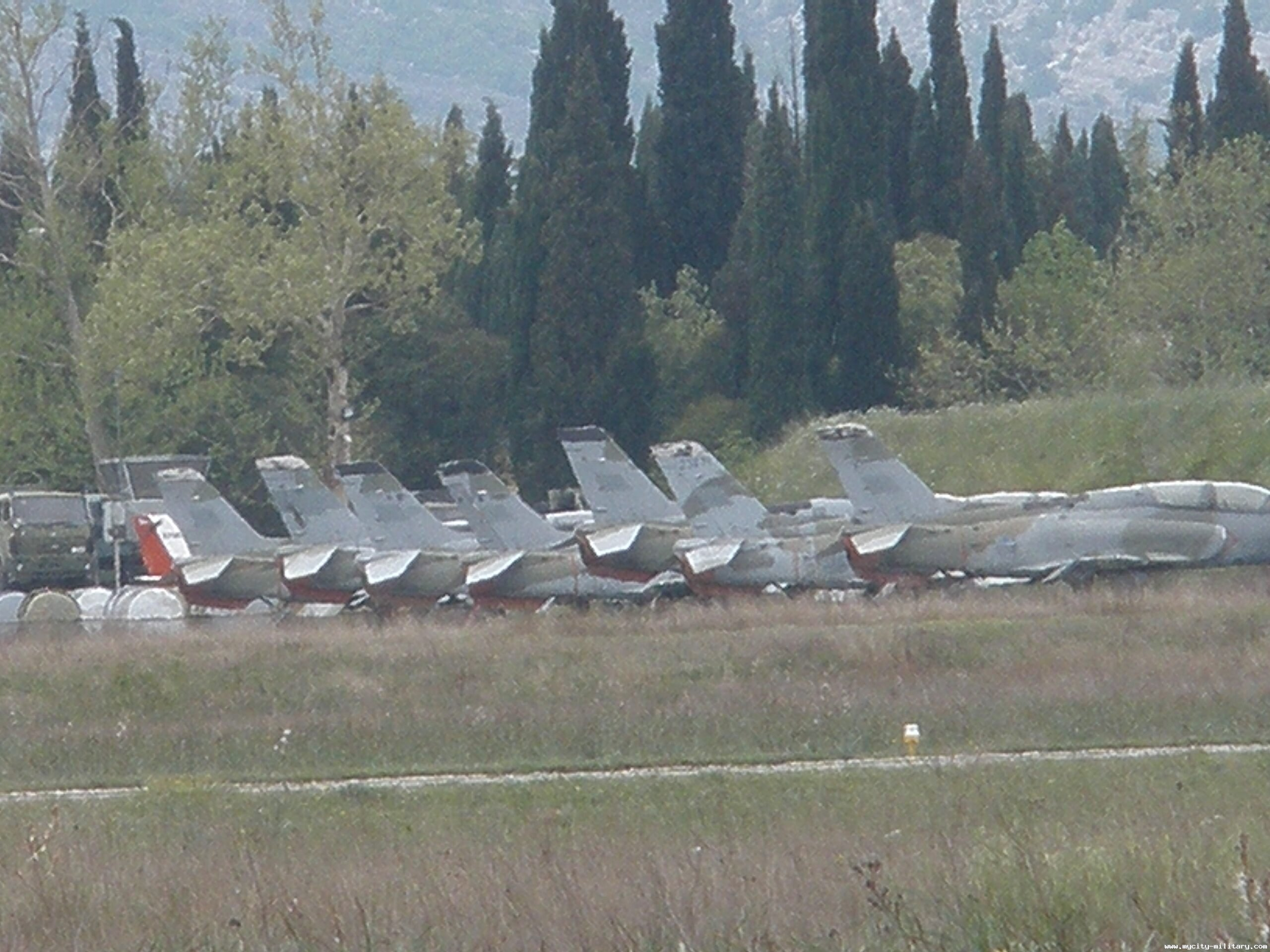
Les Soko G-4 Super Galeb de l'armée de l'air monténégrine avant leur stockage en 2012
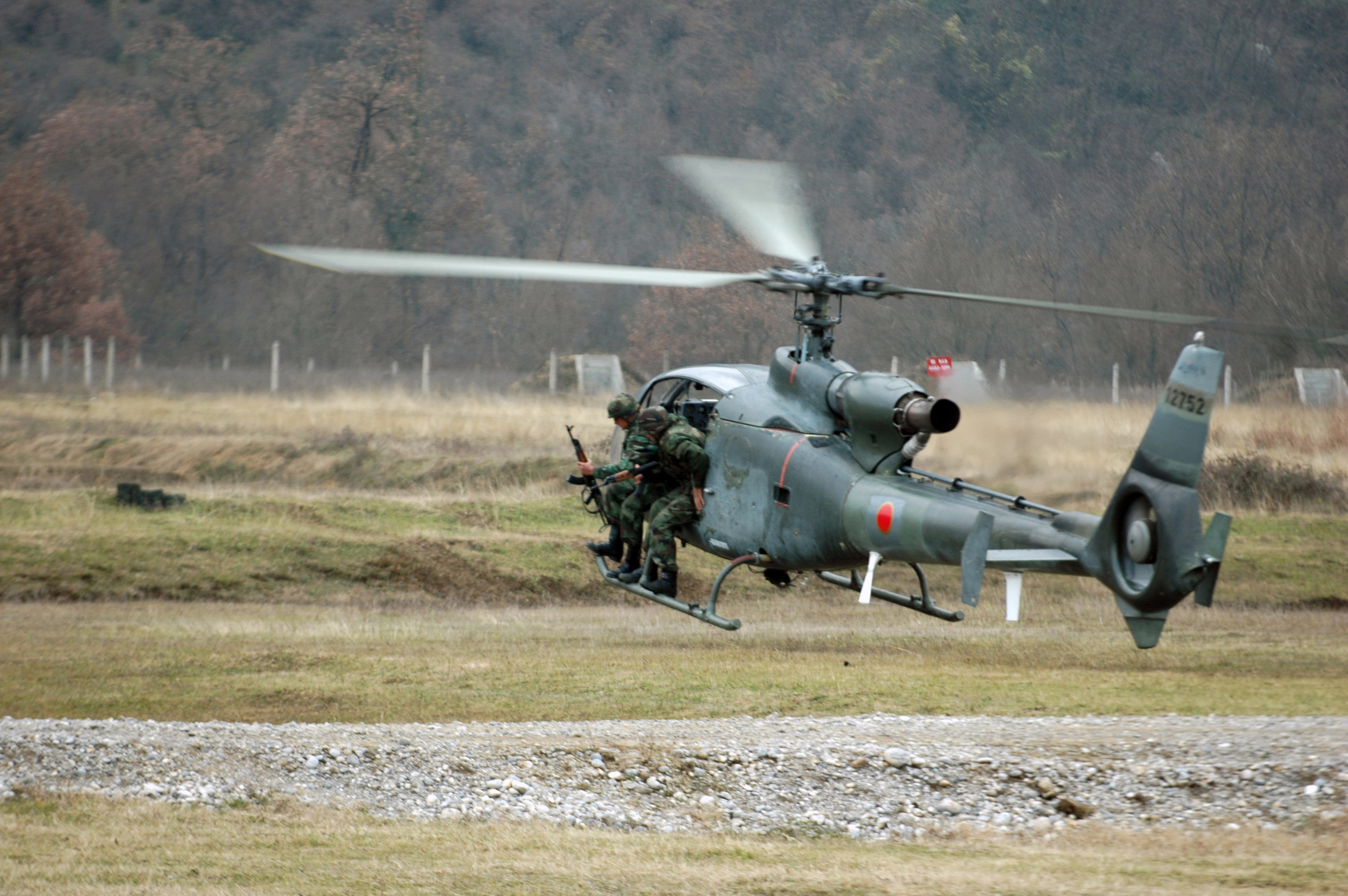
Hélicoptère Gazelle de l'armée de l'air monténégrine.